# 夏季オリンピック
- 緑色の国は過去に1回開催された国。青色の国は過去に2回以上開催された国（同一都市であるか、その国の別々の都市であるかを問わず）。
- ●は開催された都市で、黒色は1回、オレンジ色は2回、赤色は3回開催された都市。

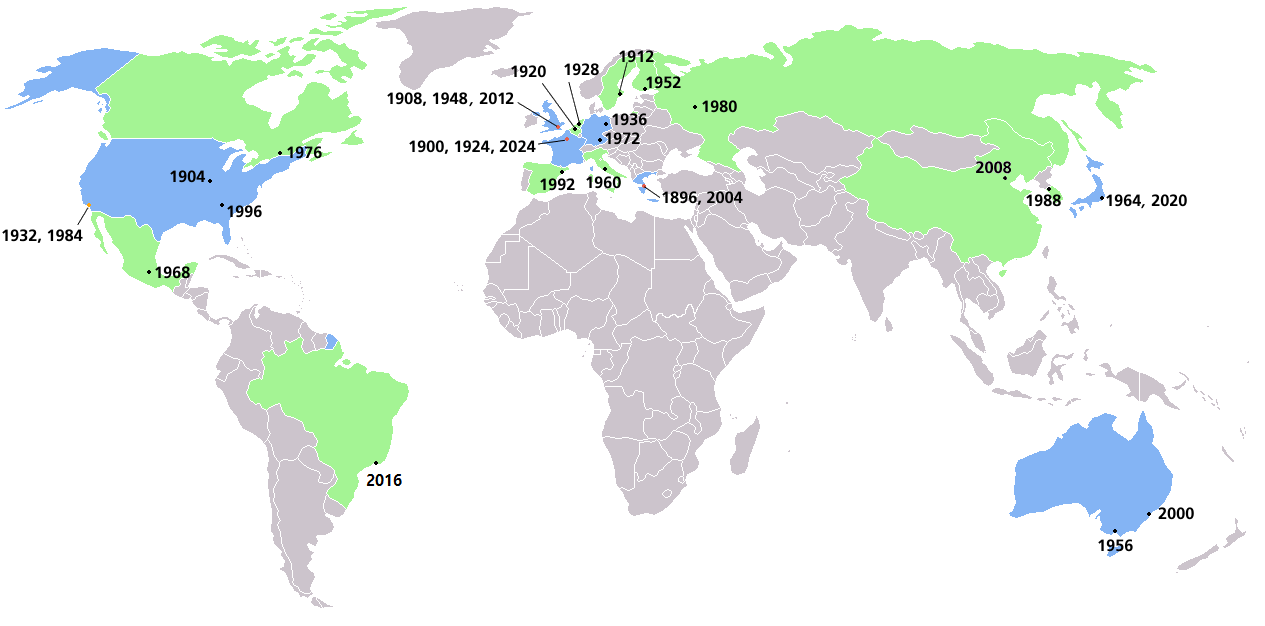
夏季五輪の開催国。数字は開催年。
- 緑色の国は過去に1回開催された国。青色の国は過去に2回以上開催された国（同一都市であるか、その国の別々の都市であるかを問わず）。
- ●は開催された都市で、黒色は1回、オレンジ色は2回、赤色は3回開催された都市。

夏季オリンピック（かきオリンピック、仏: Jeux olympiques d'été、英: Summer Olympic Games）は、国際オリンピック委員会（IOC）により平和の祭典として開催される近代オリンピックのうち、夏季に行われるものを指す。冬季オリンピックと対比する用語。正式名称はオリンピアード競技大会（オリンピアードきょうぎたいかい、英: Games of the Olympiad）という。略してSummer Olympics（夏季五輪）とも呼ばれる。

## 概要
オリンピズムに基づき行われる祭典であり、オリンピズムを人々に広めるための平和の祭典である。オリンピズム（オリンピック哲学）が目指しているのは、平和な世界を実現し人間の尊厳を護るためには人類の調和的な成長が必要なので、そのためにスポーツを役立てることである。
第1回夏季オリンピックは1896年にアテネで開催され、以後現在まで原則4年単位のオリンピアードの第1年（4で割り切れる西暦年）に開催されている。ただし、戦争で中止となった事例（1916年、1940年、1944年）や、感染症流行により1年延期された事例（2020年）がある。また、中止された大会も回数にカウントされる。
第1回大会から全ての大会に参加している選手団は、ギリシャ、イギリス、フランス、スイス、オーストラリア（1908年、1912年はオーストララシアとして参加）の5つのみである。

## 大会一覧
| 回 | 開催年 | 開催国                        | 開催都市                  | 参加国・地域数 | 参加人数 | 参加人数 | 参加人数 | 競技種目数 | 開会式                  | 閉会式                  | 主競技場                                       | 注釈      |
| 回 | 開催年 | 開催国                        | 開催都市                  | 参加国・地域数 | 男       | 女       | 計       | 競技種目数 | 開会式                  | 閉会式                  | 主競技場                                       | 注釈      |
| -- | ------ | ----------------------------- | ------------------------- | -------------- | -------- | -------- | -------- | ---------- | ----------------------- | ----------------------- | ---------------------------------------------- | --------- |
| 1  | 1896年 | ギリシャ王国                  | アテネ                    | 14             | 241人    | 0人      | 241人    | 43         | 4月6日                  | 4月15日                 | パナシナイコスタジアム                         |           |
| 2  | 1900年 | フランス                      | パリ                      | 24             | 975人    | 22人     | 997人    | 85         | 5月14日                 | 10月28日                | ヴェロドローム・ド・ヴァンセンヌ               |           |
| 3  | 1904年 | アメリカ合衆国                | シカゴ → セントルイス     | 12             | 645人    | 6人      | 651人    | 94         | 7月1日                  | 11月23日                | フランシス・フィールド                         | [ 注 1 ]  |
| 特 | 1906年 | ギリシャ王国                  | アテネ                    | 21             | 848人    | 6人      | 854人    | 78         | 4月22日                 | 5月2日                  | パナシナイコスタジアム                         | [ 注 2 ]  |
| 4  | 1908年 | イタリア王国 → イギリス       | ローマ → ロンドン         | 22             | 1971人   | 37人     | 2008人   | 110        | 4月27日                 | 10月31日                | ホワイトシティ・スタジアム                     | [ 注 3 ]  |
| 5  | 1912年 | スウェーデン                  | ストックホルム            | 28             | 2359人   | 48人     | 2407人   | 102        | 7月6日                  | 7月22日                 | ストックホルム・スタディオン                   |           |
| 6  | 1916年 | ドイツ帝国                    | ベルリン                  | 中止           | 中止     | 中止     | 中止     | 中止       | 中止                    | 中止                    | 中止                                           | [ 注 4 ]  |
| 7  | 1920年 | ベルギー                      | アントワープ              | 29             | 2561人   | 65人     | 2626人   | 156        | 8月14日                 | 9月12日                 | オリンピスフ・スタディオン                     | [ 注 5 ]  |
| 8  | 1924年 | フランス                      | パリ                      | 44             | 2954人   | 135人    | 3089人   | 126        | 7月5日                  | 7月27日                 | スタッド・オランピック・イヴ＝デュ＝マノワール |           |
| 9  | 1928年 | オランダ                      | アムステルダム            | 46             | 2606人   | 277人    | 2883人   | 109        | 7月28日                 | 8月12日                 | オリンピスフ・スタディオン                     |           |
| 10 | 1932年 | アメリカ合衆国                | ロサンゼルス              | 37             | 1206人   | 126人    | 1332人   | 117        | 7月30日                 | 8月14日                 | ロサンゼルス・メモリアル・コロシアム           |           |
| 11 | 1936年 | ドイツ国                      | ベルリン                  | 49             | 3632人   | 331人    | 3963人   | 129        | 8月1日                  | 8月16日                 | ベルリン・オリンピアシュタディオン             |           |
| 12 | 1940年 | 日本 · → フィンランド         | 東京 → ヘルシンキ         | 中止           | 中止     | 中止     | 中止     | 中止       | 中止                    | 中止                    | 中止                                           | [ 注 6 ]  |
| 13 | 1944年 | イギリス                      | ロンドン                  | 中止           | 中止     | 中止     | 中止     | 中止       | 中止                    | 中止                    | 中止                                           | [ 注 7 ]  |
| 14 | 1948年 | イギリス                      | ロンドン                  | 59             | 3714人   | 390人    | 4104人   | 136        | 7月29日                 | 8月14日                 | ウェンブリー・スタジアム                       |           |
| 15 | 1952年 | フィンランド                  | ヘルシンキ                | 69             | 4436人   | 519人    | 4955人   | 149        | 7月19日                 | 8月3日                  | ヘルシンキ・オリンピックスタジアム             |           |
| 16 | 1956年 | オーストラリア · スウェーデン | メルボルン ストックホルム | 72             | 2791人   | 364人    | 3155人   | 151        | 11月22日 6月10日        | 12月8日 6月17日         | メルボルン・クリケット・グラウンド             | [ 注 8 ]  |
| 17 | 1960年 | イタリア                      | ローマ                    | 83             | 4727人   | 611人    | 5338人   | 150        | 8月25日                 | 9月11日                 | スタディオ・オリンピコ・ディ・ローマ           |           |
| 18 | 1964年 | 日本                          | 東京                      | 93             | 4473人   | 678人    | 5151人   | 163        | 10月10日                | 10月24日                | 国立霞ヶ丘競技場陸上競技場                     |           |
| 19 | 1968年 | メキシコ                      | メキシコシティー          | 112            | 4735人   | 781人    | 5516人   | 172        | 10月12日                | 10月27日                | エスタディオ・オリンピコ・ウニベルシタリオ     |           |
| 20 | 1972年 | 西ドイツ                      | ミュンヘン                | 121            | 6075人   | 1059人   | 7134人   | 195        | 8月26日                 | 9月11日                 | ミュンヘン・オリンピアシュタディオン           |           |
| 21 | 1976年 | カナダ                        | モントリオール            | 92             | 4824人   | 1260人   | 6084人   | 198        | 7月17日                 | 8月1日                  | オリンピック・スタジアム                       |           |
| 22 | 1980年 | ソビエト連邦                  | モスクワ                  | 80             | 4064人   | 1115人   | 5179人   | 203        | 7月19日                 | 8月3日                  | ルジニキ・スタジアム                           |           |
| 23 | 1984年 | アメリカ合衆国                | ロサンゼルス              | 140            | 5263人   | 1566人   | 6829人   | 221        | 7月28日                 | 8月12日                 | ロサンゼルス・メモリアル・コロシアム           |           |
| 24 | 1988年 | 韓国                          | ソウル                    | 159            | 6197人   | 2194人   | 8391人   | 237        | 9月17日                 | 10月2日                 | ソウルオリンピック主競技場                     |           |
| 25 | 1992年 | スペイン                      | バルセロナ                | 169            | 6652人   | 2704人   | 9356人   | 257        | 7月25日                 | 8月9日                  | エスタディ・オリンピック・リュイス・コンパニス |           |
| 26 | 1996年 | アメリカ合衆国                | アトランタ                | 197            | 6806人   | 3512人   | 10318人  | 271        | 7月19日                 | 8月4日                  | センテニアル・オリンピックスタジアム           |           |
| 27 | 2000年 | オーストラリア                | シドニー                  | 199            | 6582人   | 4069人   | 10651人  | 300        | 9月15日                 | 10月1日                 | スタジアム・オーストラリア                     |           |
| 28 | 2004年 | ギリシャ                      | アテネ                    | 201            | 6296人   | 4329人   | 10625人  | 301        | 8月13日                 | 8月29日                 | アテネ・オリンピックスタジアム                 |           |
| 29 | 2008年 | 中国                          | 北京                      | 204            | 6305人   | 4637人   | 10942人  | 302        | 8月8日                  | 8月24日                 | 北京国家体育場                                 | [ 注 9 ]  |
| 30 | 2012年 | イギリス                      | ロンドン                  | 204            | 5892人   | 4676人   | 10568人  | 302        | 7月27日                 | 8月12日                 | ロンドン・スタジアム                           |           |
| 31 | 2016年 | ブラジル                      | リオデジャネイロ          | 206            | 6179人   | 5059人   | 11237人  | 306        | 8月5日                  | 8月21日                 | エスタジオ・ド・マラカナン                     |           |
| 32 | 2021年 | 日本                          | 東京                      | 206            | 5982人   | 5494人   | 11656人  | 339        | 7月23日                 | 8月8日                  | 東京オリンピックスタジアム（国立競技場）       | [ 注 10 ] |
| 33 | 2024年 | フランス                      | パリ                      | 206            |          |          |          | 329        | 7月26日                 | 8月11日                 | スタッド・ド・フランス                         | [ 注 11 ] |
| 34 | 2028年 | アメリカ合衆国                | ロサンゼルス              |                |          |          |          |            | 7月14日                 | 7月30日                 | ロサンゼルス・メモリアル・コロシアム           |           |
| 35 | 2032年 | オーストラリア                | ブリスベン                |                |          |          |          |            | 7月23日                 | 8月8日                  | ブリスベン・クリケット・グラウンド             |           |
| 36 | 2036年 | 未定                          |                           |                |          |          |          |            | 999999999999-99-99-0000 | 999999999999-99-99-0000 |                                                |           |

## 正式競技
夏季オリンピック国際競技連盟連合（ASOIF）に国際競技連盟（IF）が加盟している競技が正式競技とされ、本大会の7年前の国際オリンピック委員会（IOC）総会で最終決定する。競技数の上限は28である。競技・種目数は一貫して増え続け、2000年のシドニー五輪では28競技・300種目に達したことから五輪の肥大化が問題視され、2012年のロンドン五輪では野球とソフトボールが外され、26競技・302種目に減らされた。2007年には中核競技制度が導入され、2016年のリオデジャネイロ五輪ではロンドンで実施された26競技（2020年大会では25競技）は除外されない。リオ大会ではゴルフとラグビー（7人制）が加わり、28競技で実施された。

### 水泳
- 競泳
- ボート
- セーリング
- カヌー
- 水球

### 格闘技
- フェンシング
- レスリング
- ボクシング
- 柔道
- テコンドー

### 射的
- 射撃
- アーチェリー

### 球技
- テニス
- サッカー
- ホッケー
- バスケットボール
- バレーボール
- ハンドボール
- 卓球
- バドミントン
- ゴルフ
- 7人制ラグビー

### 複合競技
- 近代五種
- トライアスロン

### その他
- 陸上競技
- 体操
- ダンススポーツ
- ウエイトリフティング
- 自転車競技
- 馬術

## 競技人気
IOCは、夏季オリンピック競技を人気度に基づいて5つのカテゴリー(A-E)に分け、テレビ視聴数(40%)、インターネット人気(20%)、公的調査(15%)、チケット要求(10%)、報道報道(10%)、全国連盟数(5%)の6つの基準で測定している。スポーツのカテゴリは、そのスポーツ競技の国際連盟が受け取るオリンピック収入のシェアを決定する。2016年、オリンピックに新たに登場した競技(ラグビーとゴルフ)がカテゴリーEに入れられた。
現在のカテゴリは次のとおり。
| Cat. | 競技数 | 競技種                                                                                                 |
| ---- | ------ | --- |
| A    | 4      | 陸上競技、水泳、体操、ダンススポーツ                                                                   |
| B    | 5      | バスケットボール, バレーボール, サッカー, テニス, 自転車競技                                           |
| C    | 8      | アーチェリー, バドミントン, ボクシング, 柔道, ボート, 卓球, 射撃, ウエイトリフティング                 |
| D    | 9      | カヌー, 馬術, フェンシング, ハンドボール, ホッケー, セーリング, テコンドー, トライアスロン, レスリング |
| E    | 3      | 近代五種, ゴルフ, ７人制ラグビー                                                                       |
| F    | 6      | 野球/ソフトボール, 空手, スケートボード, スポーツクライミング, サーフィン                              |

水泳は、競泳、飛込、アーティスティックスイミング、水球、マラソンスイミングを含む。

## メダルと入賞

### メダル授与と入賞
各競技種目の一位となった競技者には金メダル、二位には銀メダル、三位には銅メダルの授与が行われ、4位以下は「入賞」となる。「入賞」は最大8位まで。
失格者が出た場合、永年において可能な限り剥奪・回収および繰上げ者には返還・授与を行っており、近年、ドーピング検査・鑑定によって10年を越える剥奪・授与が実現している。例えば、二位競技者Aが失格の場合、Aの記録抹消とAから銀メダル剥奪が行われ、繰上げ二位の新二位競技者Bに銀メダル授与と銅メダル返還請求が行われ、新三位競技者Cに銅メダル授与が行われる。

### 国別メダル獲得数
なお誤解の無いように説明しておかなければならないが、オリンピックのメダルはあくまで「競技者個人」（やチーム）に対して授与されているのであって、「国」に対して授与されているのではない。
以下の表は、国際オリンピック委員会公式データに基づく。
2016年8月21日時点
| 順位 | 国                   | 金    | 銀  | 銅  | 総計  | 競技数 |
| ---- | -------------------- | ----- | --- | --- | ----- | ------ |
| 1    | アメリカ合衆国 (USA) | 1,075 | 846 | 752 | 2,673 | 28     |
| 2    | ソビエト連邦 (URS)   | 395   | 319 | 296 | 1,010 | 10     |
| 3    | イギリス (GBR)       | 263   | 295 | 293 | 851   | 28     |
| 4    | 中国 (CHN)           | 224   | 167 | 155 | 546   | 10     |
| 5    | フランス (FRA)       | 212   | 241 | 263 | 716   | 28     |
| 6    | イタリア (ITA)       | 206   | 178 | 193 | 577   | 27     |
| 7    | ドイツ (GER)         | 191   | 194 | 230 | 615   | 16     |
| 8    | ハンガリー (HUN)     | 175   | 147 | 169 | 491   | 26     |
| 9    | オーストラリア (AUS) | 164   | 177 | 213 | 554   | 28     |
| 10   | 東ドイツ (GDR)       | 153   | 129 | 127 | 409   | 5      |
| 11   | ロシア (RUS)         | 149   | 125 | 152 | 426   | 6      |
| 12   | スウェーデン (SWE)   | 145   | 170 | 179 | 494   | 27     |
| 13   | 日本 (JPN)           | 142   | 136 | 161 | 439   | 22     |
| 14   | フィンランド (FIN)   | 101   | 85  | 117 | 303   | 25     |
| 15   | 韓国 (KOR)           | 90    | 87  | 90  | 267   | 17     |
| 16   | ルーマニア (ROU)     | 89    | 95  | 122 | 306   | 21     |
| 17   | オランダ (NED)       | 85    | 92  | 108 | 285   | 26     |
| 18   | キューバ (CUB)       | 78    | 68  | 80  | 226   | 20     |
| 19   | ポーランド (POL)     | 68    | 84  | 132 | 284   | 21     |
| 20   | カナダ (CAN)         | 64    | 102 | 136 | 302   | 26     |

- 凡例 :   かつて存在した国家